# Andy Wilkinson
Andrew Gordon „Andy“ Wilkinson (* 8. August 1984 in Stone) ist ein ehemaliger englischer Fußballspieler, der vorwiegend in der Abwehr spielte. Er stand zuletzt bei Stoke City unter Vertrag.

## Karriere
Schon in seiner Jugend spielte Wilkinson für Stoke City, auf der Jugend Akademy des Vereins. Seine Chancen auf ein früheres Debüt in der ersten Mannschaft wurden durch mehrere Verletzungen verhindert. Auch in der Saison 2005/2006 hatte Wilkinson mit einigen Verletzungen zu kämpfen besonders mit dem Knie. Die bei ihm diagnostizierte Sehnenentzündung zwang in zu einer Pause von vier Monaten. Im März der gleichen Saison konnte er sein Comeback feiern. Dies war aber nur für kurze Dauer, denn schon nach drei Spielen verletzte er sich erneut – diesmal am Knöchel. So gut wie er auch für Stoke spielte, wurde er dennoch nacheinander an Telford United, Partick Thistle und Shrewsbury Town ausgeliehen. Während des Jahres 2006 wurde er an Blackpool ausgeliehen, diese Maßnahme sollte dauerhaft greifen, jedoch hatte Blackpool kein Interesse an einen Transfer.